# Suricata suricatta
La suricata' o suricato (Suricata suricatta) es una especie de mamífero carnívoro de la familia Herpestidae que habita la región del desierto de Kalahari y el Namib en África. Es la única especie del género Suricata.

## Características
La suricata es una de las mangostas más pequeñas; los machos tienen un peso promedio de 731 g y las hembras de 720 g. El cuerpo y miembros de estos animales son largos y esbeltos, con una longitud del cuerpo y la cabeza de entre 25 y 35 cm. La cola es delgada y un poco alargada, midiendo 175-250 mm. A diferencia de la mayoría de las mangostas carece de abundante pelaje.

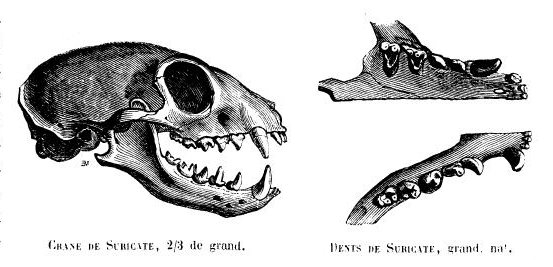
Cráneo y dentición, ilustración en Histoire naturelle des mammifères de Gervais.

La cara tiene forma cónica, terminando en punta en la nariz y redondeada en la parte posterior de la cabeza. Las orejas son pequeñas y tienen forma de media luna. El color del pelaje varía geográficamente. En la región sur de su distribución, el color del pelo es más oscuro, con un tinte más claro en las regiones más áridas. Generalmente el color es gris moteado, canela o marrón con tinte plateado. La nariz es marrón. La parte ventral del cuerpo está parcialmente cubierta de pelo. Las garras de los miembros anteriores están adaptadas para escarbar y la cola es amarillo-canela con la punta de color negro. Adicionalmente, tiene parches de color negro alrededor de los ojos. Tiene bandas de color negro que atraviesan la región dorsal excepto la cabeza y la cola.
El cráneo cuenta con órbitas grandes, no tiene cresta sagital, el arco cigomático es delgado y la apófisis coronoides mandibular es de mediano tamaño. La fórmula dental es 3/3 1/1 3/3 2/2 = 36. Los incisivos son ligeramente curvos; los premolares y molares tienen cúspides altas y puntiagudas.

## Biología y ecología

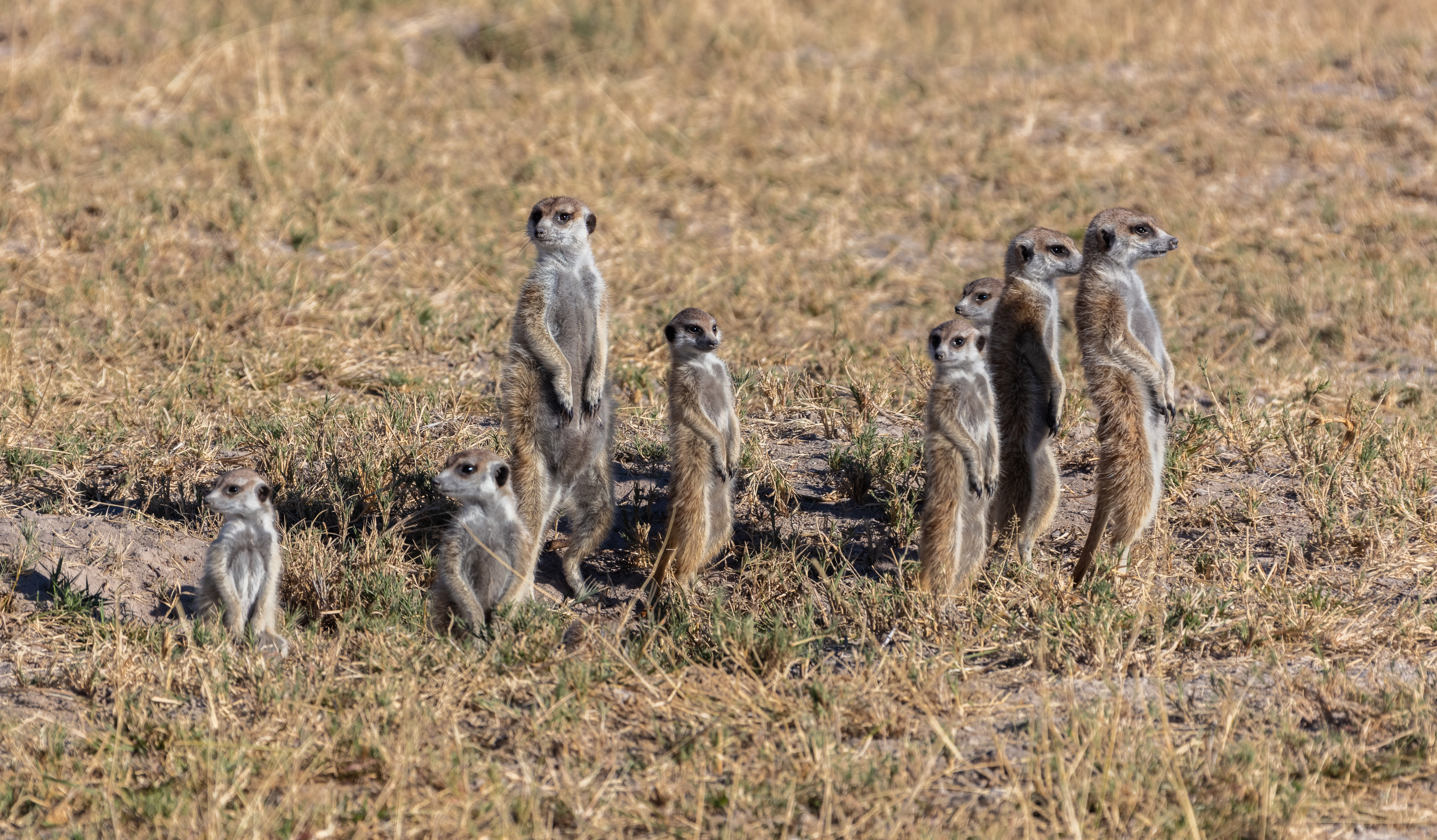
Colonia de suricatas en Botsuana

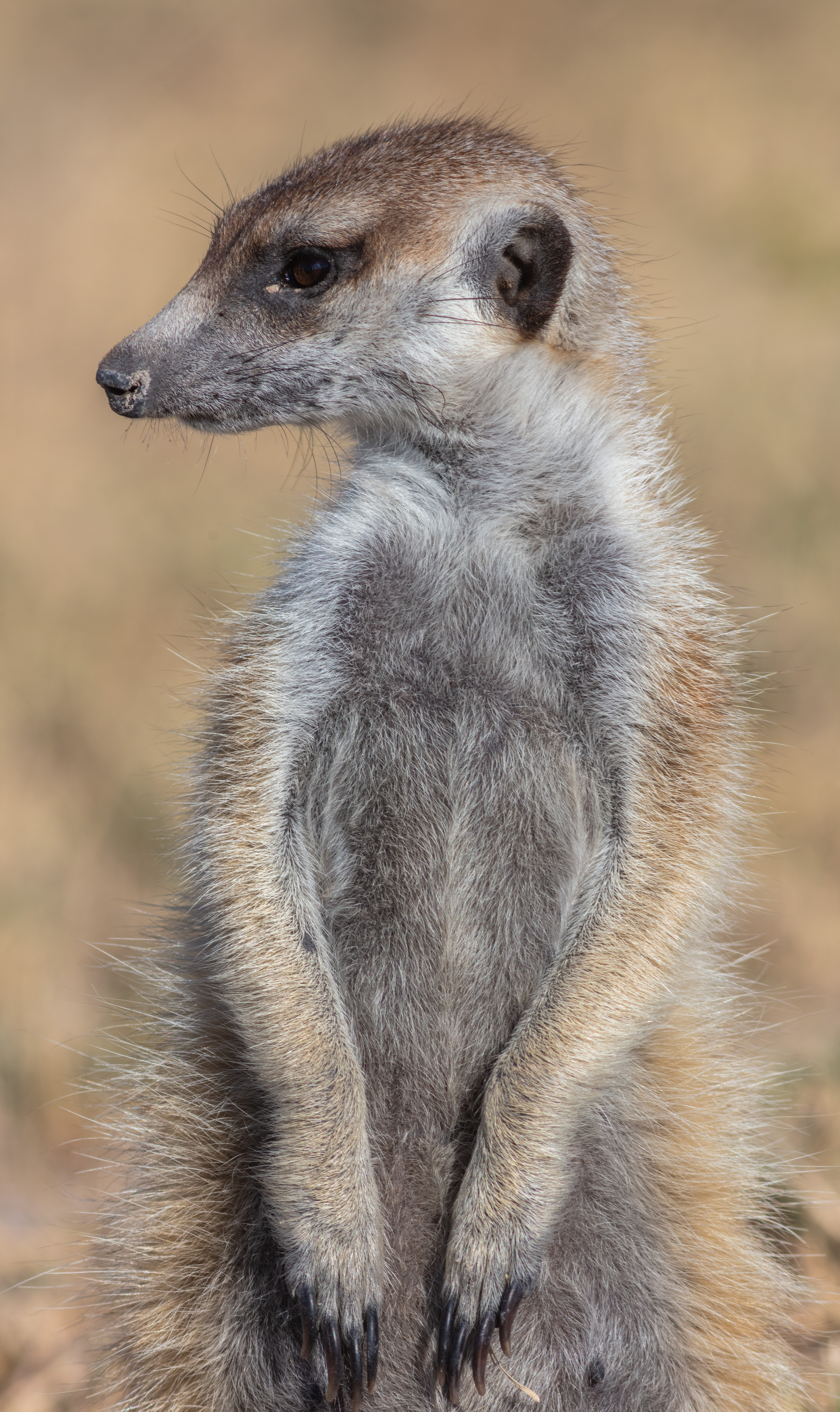
Detalle de un ejemplar

Es una especie diurna y de costumbres sociales. Son animales excavadores, que viven en grandes redes subterráneas con múltiples entradas. Solo las dejan durante el día. El tamaño de las colonias puede alcanzar los 40 individuos. Esta especie es sedentaria y territorial.
La suricata es principalmente insectívora, pero también se alimenta de invertebrados pequeños, huevos y componentes vegetales. Estos buscan alimento regularmente en búsqueda de estos elementos, excavando en el suelo, la hierba, y debajo de las rocas. Su dieta está conformada por el 82 % de insectos, 7 % de arácnidos, 3 % de ciempiés, 3 % de milpies, 2 % de reptiles y 2 % de aves.

## Distribución y hábitat

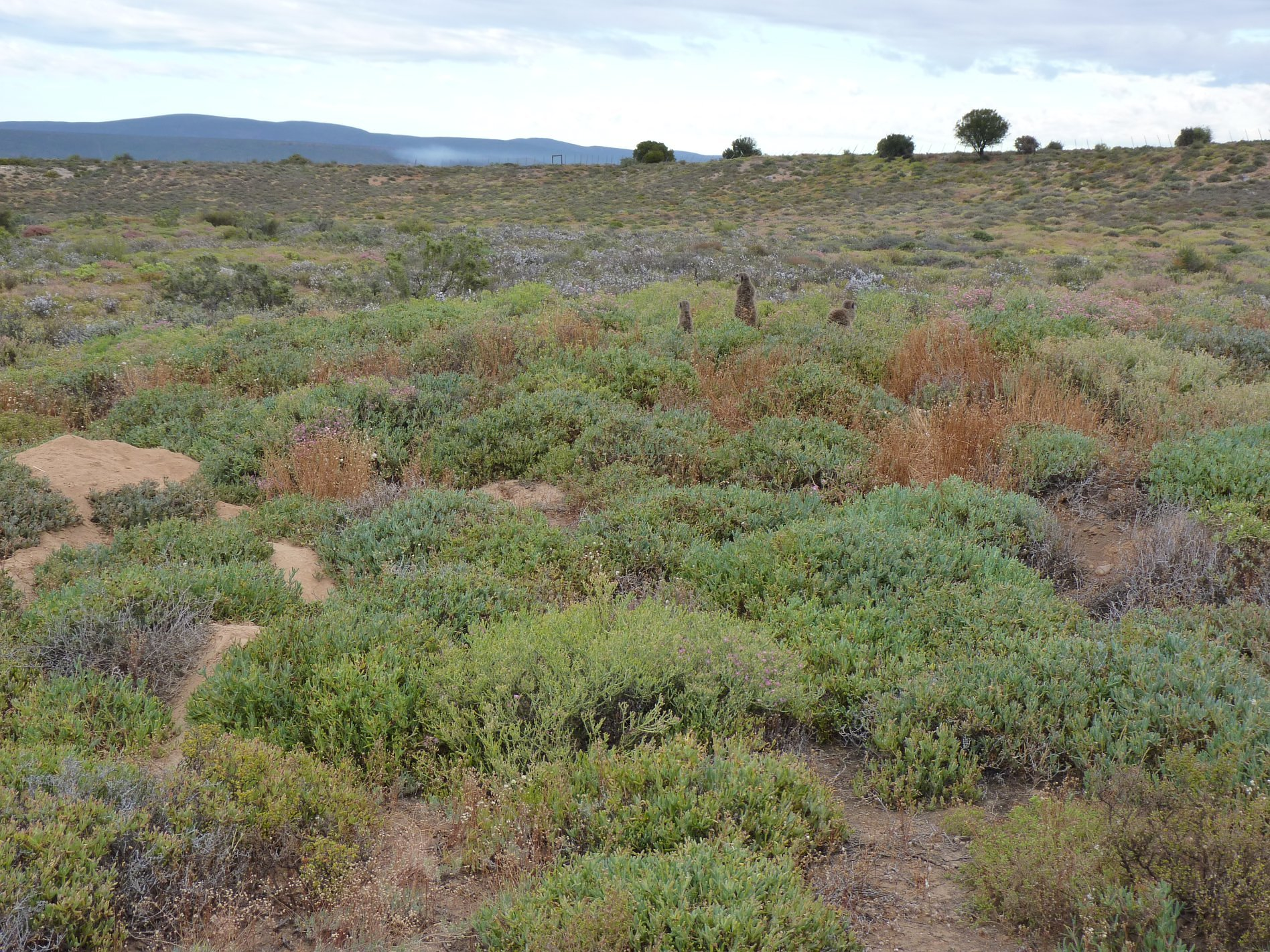
Suricatas (Suricata suricatta) en su hábitat natural in a natural habitat (Little Karroo, Sudáfrica)

Las suricatas habitan el extremo sur de África específicamente el occidente y sur de Namibia, suroccidente de Botsuana y norte y occidente de Sudáfrica; existe una pequeña intrusión en el extremo suroccidental de Angola. También en las áreas de baja altitud en Lesoto.
Habitan las zonas más áridas y abiertas que cualquier otra especie de mangosta. Se les encuentra en áreas de sabana y llanuras abiertas y su distribución depende del tipo de suelo, con preferencia de suelos firmes y duros para asentarse.

## Depredadores
Los depredadores incluyen varias aves y mamíferos carnívoros, como halcones  y  águilas, principalmente el águila marcial (Polemaetus bellicosus), y chacales.
La especie muestra una variedad de estrategias contra los depredadores. Estos comportamientos incluyen llamados de alarma, manteniendo el estado de alerta colocando el cuerpo en una posición erguida, búsqueda de refugio, advertencias defensivas, acoso en grupo a un depredador, autodefensa y protección a los jóvenes.
Durante las amenazas defensivas y acoso, las suricatas aparentan ser más grandes de lo que en realidad son. Un individuo puede arquear su espalda, aparentar ser tan alto como le sea posible sobre las cuatro patas, con los pelos y cola erectos y la cabeza agachada. Al mismo tiempo, se mueve hacia adelante y hacia atrás, gruñe, silba y escupe en un intento de intimidar a su enemigo. El acoso requiere que un grupo de suricatas exhiban este comportamiento defensivo simultáneamente. Si un depredador se acerca a pesar de estas advertencias, el suricato se posa sobre su espalda con las garras y dientes visibles, protegiendo así la parte posterior del cuello.
Para los depredadores aéreos, las suricatas van con más frecuencia a una madriguera en caso de inminencia de ataque. Es sorprendente, sin embargo, que los adultos puedan proteger a sus crías con sus propios cuerpos.

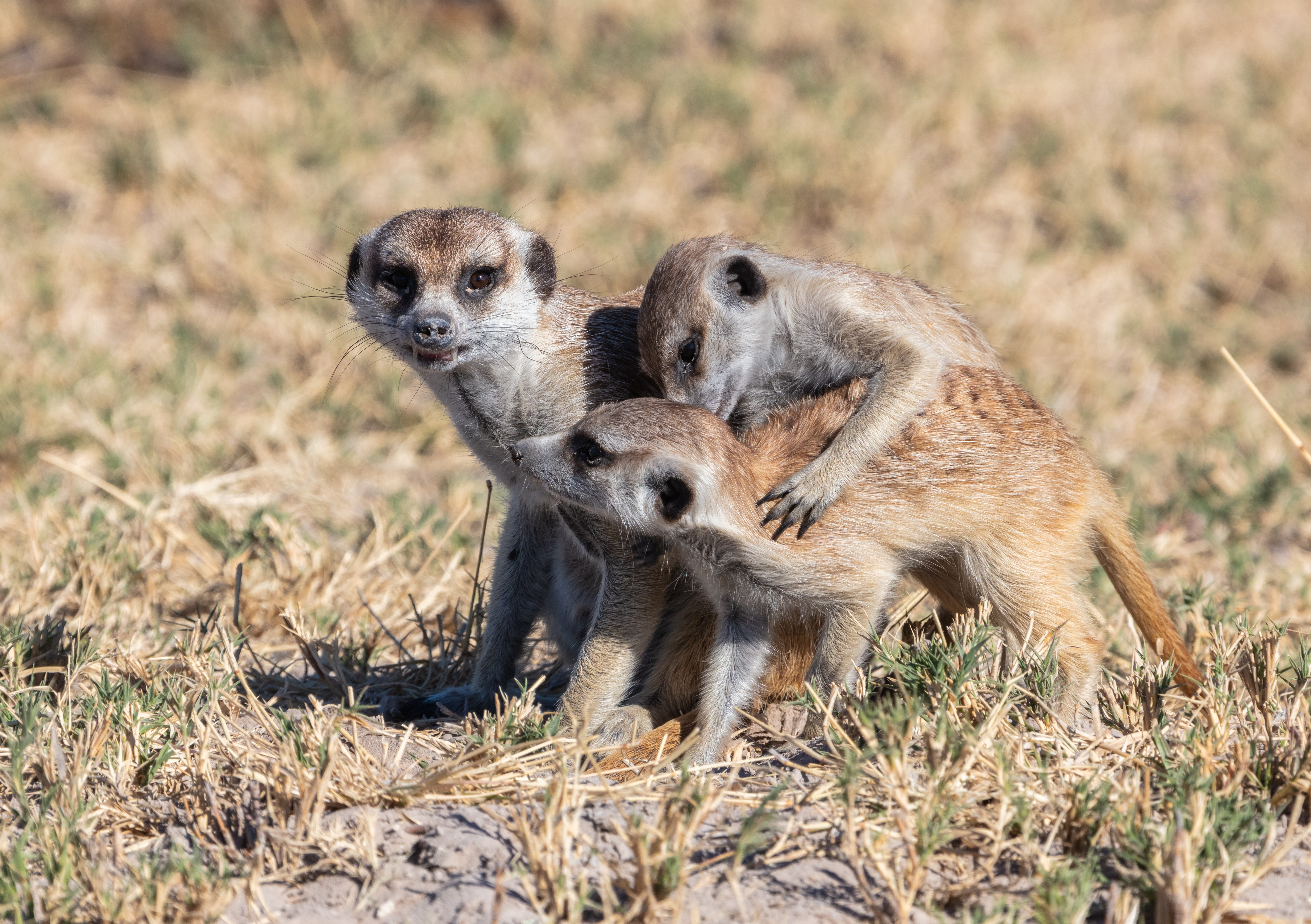
Crías de suricata jugando

## En la cultura popular
Las suricatas adquirieron algo de fama entre el público angloparlante después de que David Attenborough presentara Suricatos Unidos, un documental de la BBC sobre ellos. La suricata de ficción más conocida probablemente sea Timón, un personaje de la película El rey león.
También en la película Life of Pi, adaptación de la novela de Yann Martel y dirigida por Ang Lee, se los muestra en una isla mágica flotante, bien lejos de su hábitat natural y conviviendo en medio del Océano Pacífico con el héroe de la película.
El sistema operativo basado en GNU/Linux Ubuntu, en su versión 10.10, ha adoptado como nombre-código Maverick Meerkat (traducido aproximadamente como "Suricata Inconformista", "Suricata Disidente") siguiendo su tradición de usar nombres de animales seguidos de un adjetivo calificativo.